# جيني ويتل
جيني ويتل (بالإنجليزية: Jenny Whittle) مواليد 5 سبتمبر 1973 في كوينزلاند، هي لاعبة كرة سلة أسترالية معتزلة. يبلغ طولها 6 قدم 6 بوصة (2.0 م). مثلت منتخب بلادها. شاركت في دورة الألعاب الأولمبية الصيفية سنة 1996. حققت المركز الأول في كأس العالم لكرة السلة للسيدات 2006.

## الميداليات
| الميدالية | المسابقة                           |
| --------- | ---------------------------------- |
| فضية      | الألعاب الأولمبية الصيفية 2000     |
| برونزية   | الألعاب الأولمبية الصيفية 1996     |
| ذهبية     | كأس العالم لكرة السلة للسيدات 2006 |
| برونزية   | كأس العالم لكرة السلة للسيدات 2002 |
| برونزية   | كأس العالم لكرة السلة للسيدات 1998 |

## روابط خارجية
- جيني ويتل على موقع الاتحاد الدولي لكرة السلة (الإنجليزية)
- جيني ويتل على موقع الاتحاد الوطني لكرة السلة النسائية (الإنجليزية)
- جيني ويتل على موقع كرة السلة الأوروبية.كوم (الإنجليزية)
- جيني ويتل على موقع سبورتس رفرنس (الإنجليزية)
- جيني ويتل على موقع سبورتس رفرنس (الإنجليزية)
- جيني ويتل على موقع أوليمبيديا (الإنجليزية)
- جيني ويتل على موقع اللجنة الأولمبية الأسترالية (الإنجليزية)
- جيني ويتل على موقع اتحاد ألعاب الكومنولث (مؤرشف) (الإنجليزية)
- جيني ويتل على موقع دورة ألعاب الكومنولث 2006 (مؤرشف) (الإنجليزية)